# Lafoensia glyptocarpa
Lafoensia glyptocarpa är en fackelblomsväxtart som beskrevs av Emil Bernhard Koehne. Lafoensia glyptocarpa ingår i släktet Lafoensia och familjen fackelblomsväxter. Inga underarter finns listade i Catalogue of Life.

## Bildgalleri

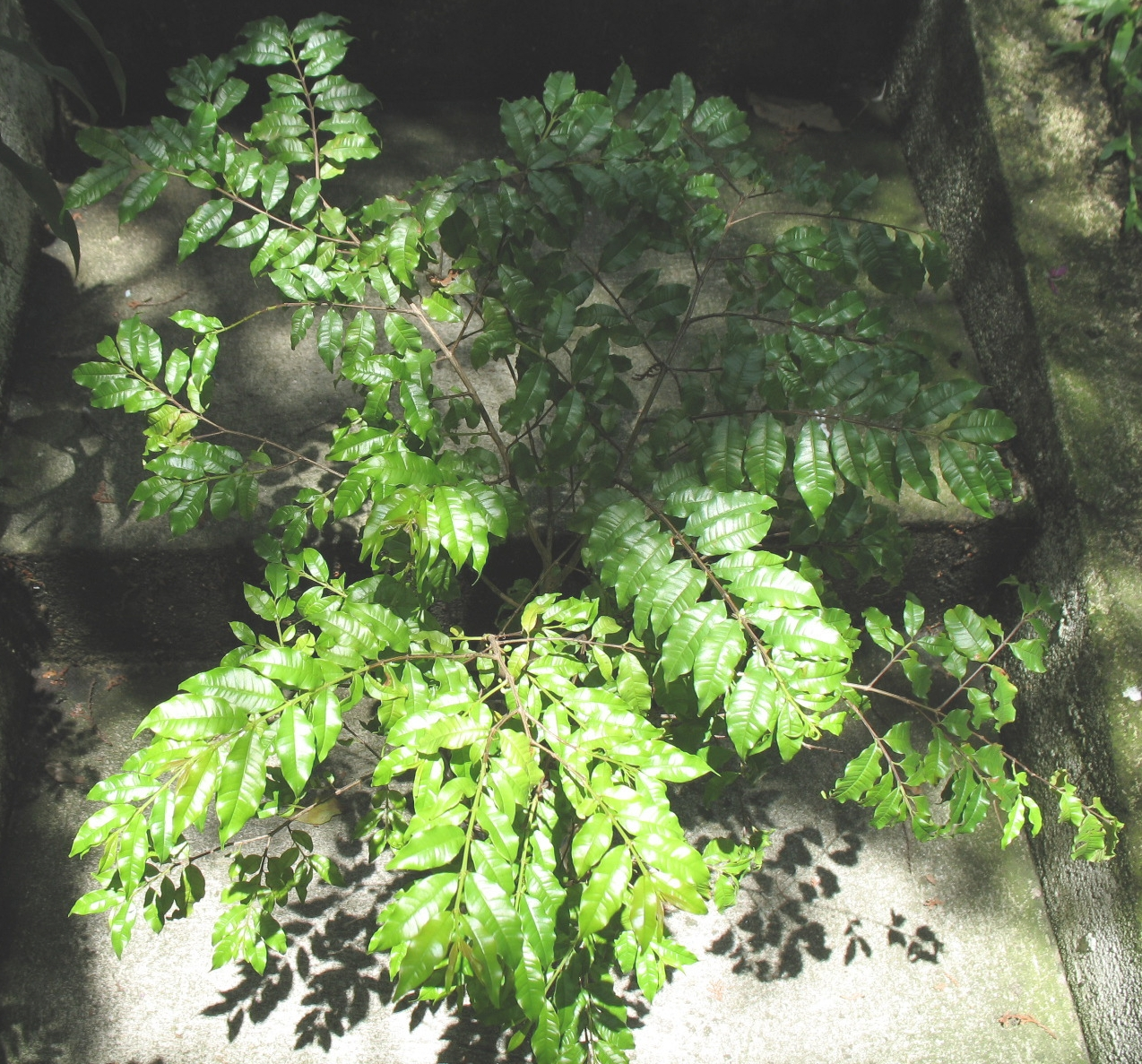